# Аталін
Аталін (пол. Atalin) — село в Польщі, у гміні Зволень Зволенського повіту Мазовецького воєводства.
Населення — 152 особи (2011).
У 1975-1998 роках село належало до Радомського воєводства.

## Демографія
Демографічна структура станом на 31 березня 2011 року:
|          | Загалом | Допрацездатний вік | Працездатний вік | Постпрацездатний вік |
| -------- | ------- | ------------------ | ---------------- | -------------------- |
| Чоловіки | 76      | 18                 | 51               | 7                    |
| Жінки    | 76      | 17                 | 48               | 11                   |
| Разом    | 152     | 35                 | 99               | 18                   |